# تعلا (عين العرب)
تعلا  قرية سوريّة تتبع إداريّاً لمحافظة حلب منطقة عين العرب ناحية مركز شيوخ تحتاني، بلغ تعداد سكانها 869 نسمة حسب التعداد السكاني لعام 2004.